# Lomtjärnen (Idre socken, Dalarna, 688313-133593)
Lomtjärnen är en sjö i Älvdalens kommun i Dalarna och ingår i Dalälvens huvudavrinningsområde.